# Junta Militar de Gobierno de 1930
La Junta Militar de Gobierno, encabezada por el comandante Luis Miguel Sánchez Cerro, gobernó al Perú de 27 de agosto de 1930 a 1 de marzo de 1931.
Este gobierno de facto surgió tras la caída del gobierno de Augusto B. Leguía (conocido como el Oncenio), en la que Sánchez Cerro tuvo papel protagónico, encabezando un pronunciamiento en Arequipa, mientras que en Lima se formaba otra Junta Militar. Aunque al principio hubo una disputa entre los caudillos militares por asumir el mando de la rebelión, al final se impuso Sánchez Cerro por su fama de militar duro y su porte de cholo o mestizo que le hacía más cercano al pueblo.
Sánchez Cerro viajó desde Arequipa a Lima en avión y precipitó la renuncia de la Junta de Lima a su favor. Ordenó también, por vía radial, el arresto de Leguía, que ya abandonaba el país a bordo de un buque de la armada. El anciano expresidente fue encerrado en un calabozo, donde falleció tras padecer muchas penurias.
Las primeras medidas de la Junta Militar estuvieron destinadas a poner fin al leguiísmo y sancionar a todos aquellos que habían incurrido en supuestos actos delictivos durante ese periodo. Al efecto se creó el Tribunal de Sanción Nacional, que juzgó a Leguía y a sus colaboradores, por corrupción y diversos delitos de administración. 
La Junta dio también una amplia amnistía general que permitió el retorno de los exiliados, derogó la ley de Conscripción Vial e implantó el matrimonio civil y el divorcio. Otra medida que le ganó popularidad fue el reparto de raciones a los desocupados.
Sin embargo, la crisis económica, social y política se agravó durante los meses que duró la Junta. La crisis mundial iniciaba en 1929 continuó afectando al país, ocasionando alza de precios y desempleo; se produjo la quiebra del Banco del Perú y Londres; estallaron huelgas y protestas de obreros, campesinos y estudiantes, muchas veces reprimidas violentamente; aparecieron nuevos partidos políticos, como el aprista y el comunista, que trajeron a la política peruana la prédica revolucionaria social y la negación del sentimiento nacional.
Sánchez Cerro convocó a elecciones generales, pero se presentó él mismo como candidato sin abandonar el poder, lo que provocó un descontento generalizado. Estalló un motín en el Callao, que fue debelado, al que siguió otro en Arequipa. La Junta envió al sur a dos buques de la armada, con la misión de desembarcar en Mollendo tropas que debían aplastar la rebelión, pero un grupo de marinos se rebelaron y detuvieron a la expedición. Estallaron otras sublevaciones en provincias. Sánchez Cerro, al verse acorralado, optó por renunciar ante una Junta de Notables reunida en Lima.

## Golpe de Estado contra Leguía

### Antecedentes

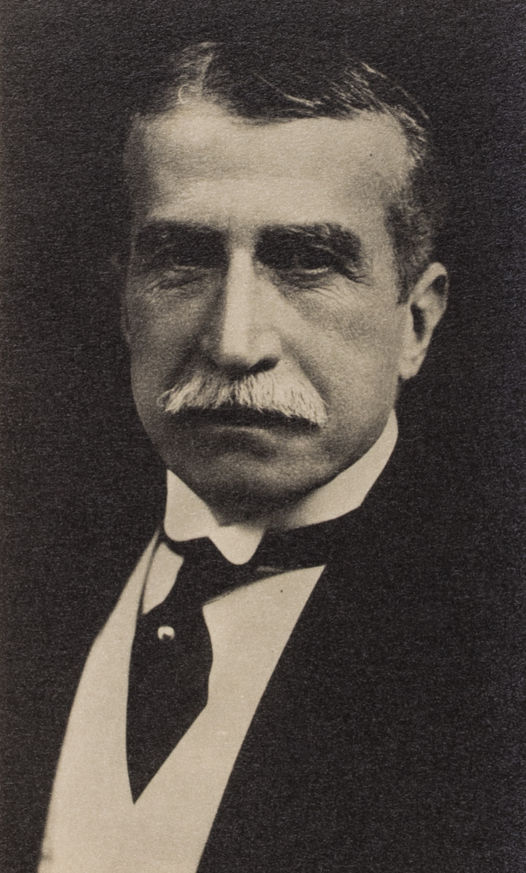
Augusto B. Leguía, presidente del Perú de 1908-1912 y 1919-1930.

Comenzando el año 1930, el dilatado gobierno de Augusto B. Leguía entraba a su undécimo año de gobierno consecutivo, debatiéndose en una severa y acelerada crisis económica, extensión de la crisis mundial de 1929. Los sectores obreros, directamente afectados por el alza del costo de vida y la escasez de subsistencias, fueron los primeros en alzar su protesta. Pero la crisis no era solo económica. La evidente corrupción administrativa, por la que allegados o amigos del presidente se beneficiaron a lo largo del régimen, así como la firma de los tratados con Colombia y Chile con cesión territorial, acentuaron más la oposición al gobierno. El ejército también mostró su descontento. Se rumoreaban acciones subversivas y planes de asesinato del presidente.

### Rebelión de Arequipa
Uno de los sindicados conspiradores era el comandante o teniente coronel Luis Miguel Sánchez Cerro, que se hallaba al mando de una guarnición en Arequipa. Sánchez Cerro era ya un conocido del régimen leguiísta. En 1921 y 1922 había participado en sendos alzamientos en provincias, a consecuencia de los cuales estuvo recluido en la isla de Taquile y en la de San Lorenzo, pero luego se reconcilió con el gobierno, siendo readmitido en el ejército. 
Leguía, en sus memorias, cuenta que en marzo de 1930 firmó el ascenso a comandante del entonces mayor Luis Sánchez Cerro, pese a la desconfianza que este le inspiraba, pero afirmando que lo hizo por recomendación de Foción Mariátegui (considerado el número 2 del leguiísmo) y del general Manuel María Ponce Brousset. Leguía sospechaba que Foción Mariátegui se había confabulado con Sánchez Cerro para perpetrar el golpe de Estado, pero nunca ha habido prueba de ello.
En las primeras horas de la mañana del 22 de agosto de 1930, las tropas acantonadas en Arequipa salieron de sus cuarteles para hacer ejercicios rutinarios. Ya en la campiña, entre el cementerio y Socabaya, el comandante Luis Sánchez Cerro se dirigió a ellas y les instó a la rebelión para acabar con el régimen del Oncenio, régimen que, según palabras, era una vergüenza para el país. Las tropas aprobaron jubilosamente sus palabras y así fue como estalló la revolución en Arequipa. A las doce de la mañana, Sánchez, al frente de los soldados, ingresó a Arequipa, cuya población, repuesta de su inicial sorpresa, se plegó entusiasta al movimiento.

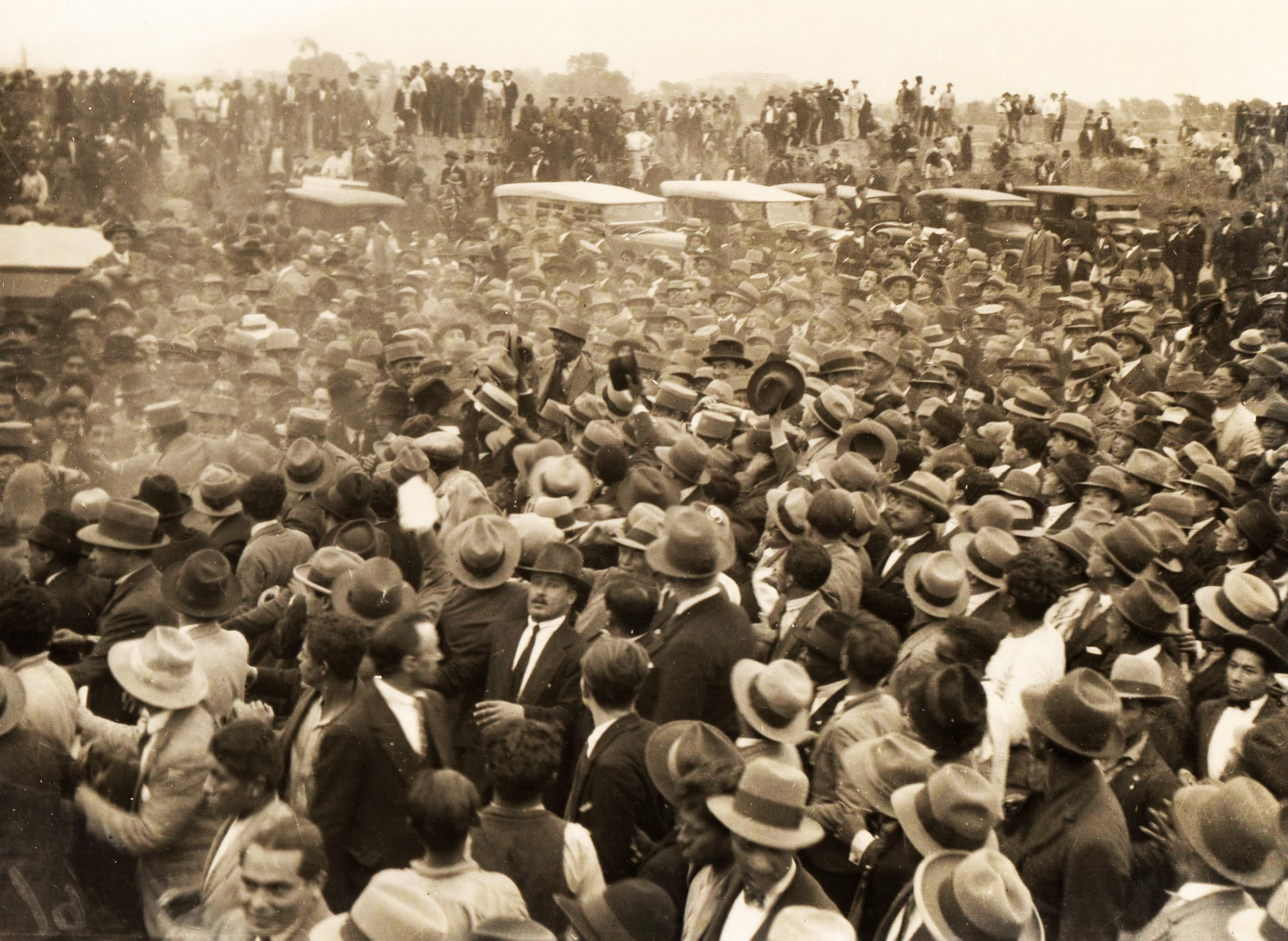
El comandante Luis Miguel Sánchez Cerro con la multitud en Arequipa, el 22 de agosto de 1930.

El mismo 22 de agosto, Sánchez Cerro dio un decreto suscrito en solitario, por el que se autotituló Comandante en Jefe del Ejército del Sur y Jefe de Gobierno. Asimismo, se autoproclamó Jefe Supremo Militar y Político, y desde su «Casa de Gobierno» en Arequipa, dio otro decreto nombrando a sus secretarios, quienes eran: el mayor Alejandro Barco (Asuntos Militares); José Luis Bustamante y Rivero (Asuntos Políticos); Manuel A. Vinelli (Asuntos Financieros y Administrativos); el mayor Rubén del Castillo (Asuntos Postales y Trasmisiones); el mayor Julio Arboleda Viñas (Transportes y Comunicaciones) y Gustavo de la Jara (contralor general).
El pronunciamiento político de los rebeldes fue redactado por el jurista arequipeño José Luis Bustamante y Rivero (futuro presidente de la República) y se conoce con el nombre de «Manifiesto de Arequipa», que a decir de Jorge Basadre, es un bello y lírico documento, que causó impresión en todo el país.
El movimiento insurgente se propagó rápidamente por el sur del país. El día 23 de agosto se pronunció a favor de la rebelión la cuarta división acantonada en Puno, que era la más numerosa de la región. También en Lima el ambiente era favorable para la revolución.

### Renuncia de Leguía. La Junta Militar del general Ponce

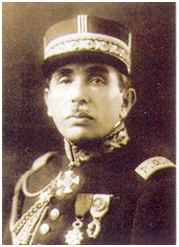
General Manuel María Ponce Brousset, jefe de la Junta Militar que sucedió a Leguía.

La noticia del alzamiento de Arequipa llegó a Lima la noche del mismo 22 de agosto. El gobierno dispuso la clausura del puerto de Mollendo y la suspensión de vuelos a la ciudad de Arequipa. El día domingo 24, Leguía concurrió al hipódromo, como era su costumbre habitual todos los fines de semana. En la calle, empezó a recibir las pifias de la gente.
Queriendo tomar alguna medida para enfrentar la situación, Leguía decidió formar un gabinete militar, al frente del cual puso al general Fernando Sarmiento. Dicho gabinete juró a la una de la madrugada del 25 de agosto. La intención de Leguía era renunciar a la presidencia ante el Congreso y dejar el poder a manos de dicho gabinete.
Pero simultáneamente, los jefes de la guarnición de Lima se habían reunido para elegir una Junta de Gobierno. Enterados de la formación del nuevo gabinete militar, enviaron personeros a palacio de gobierno para solicitar a Leguía su renuncia inmediata como presidente. Eran las tres de la mañana del día 25 de agosto. Se produjo un tenso diálogo. Leguía finalmente aceptó y renunció al poder, que quedó en manos de una Junta Militar de Gobierno presidida por el jefe de Estado Mayor, general Manuel María Ponce Brousset.
Como medida de protección se trasladó a Leguía al crucero Almirante Grau, que enrumbó a Panamá. Sin embargo, desde Arequipa, Sánchez Cerro intimó enérgicamente a la Junta de Lima para que hiciera retornar al Grau.  Mediante el uso de la radio (entonces una novedad), el capitán del buque fue obligado a virar en redondo cuando se hallaba por abandonar aguas peruanas.  Leguía fue tomado prisionero a bordo del buque y obligado a desembarcar, siendo internado en la isla de San Lorenzo.
El levantamiento de Sánchez Cerro en Arequipa fue uno de varios que se estaban planificando en todo el país; se sabe por ejemplo que en Lima había uno ya programado para septiembre. También se anunciaba una expedición armada proveniente del exterior e integrada por desterrados de la dictadura leguiísta. Sánchez Cerro, conocido por su fuerte personalidad, se adelantó a todos, y los demás insurrectos terminaron por apoyarlo para que asumiera la dirección del país.

### Disputa entre Sánchez Cerro y la Junta de Ponce
Sánchez Cerro a la cabeza de una Junta en Arequipa, y Ponce al frente de otra en Lima, era una dualidad que complicaba la situación política. Desde el punto de vista jerárquico y castrense, al general Ponce le correspondía el mando de la rebelión, y no a Sánchez Cerro que era solo un comandante. Pero la opinión pública mayoritaria no simpatizaba con la Junta de Lima, a la que consideraba como una prolongación del leguiísmo, y exigía que se diera el poder a Sánchez Cerro, que era el caudillo más carismático.
Contribuía a la popularidad de Sánchez Cerro, además de sus dotes de mando y su fama de militar duro y enérgico, su marcada fisonomía de mestizo o cholo, haciendo que la gente del pueblo lo viera «como uno más de ellos».
La Junta de Ponce llegó a ofrecer la cartera de Guerra a Sánchez Cerro, pero este lo rechazó. Mediante una respuesta telegráfica, Sánchez Cerro dijo que no se prestaría a los contubernios de políticos criollos y que la única opinión que tomaba en consideración era la del pueblo. En Lima, había militares que apoyaban a Sánchez Cerro, los cuales tenían como centro la Escuela Militar de Chorrillos. También el Centro de Aviación de Las Palmas y la Escuela Naval respaldaban al caudillo de Arequipa.

## Instalación de la Junta Militar de Gobierno

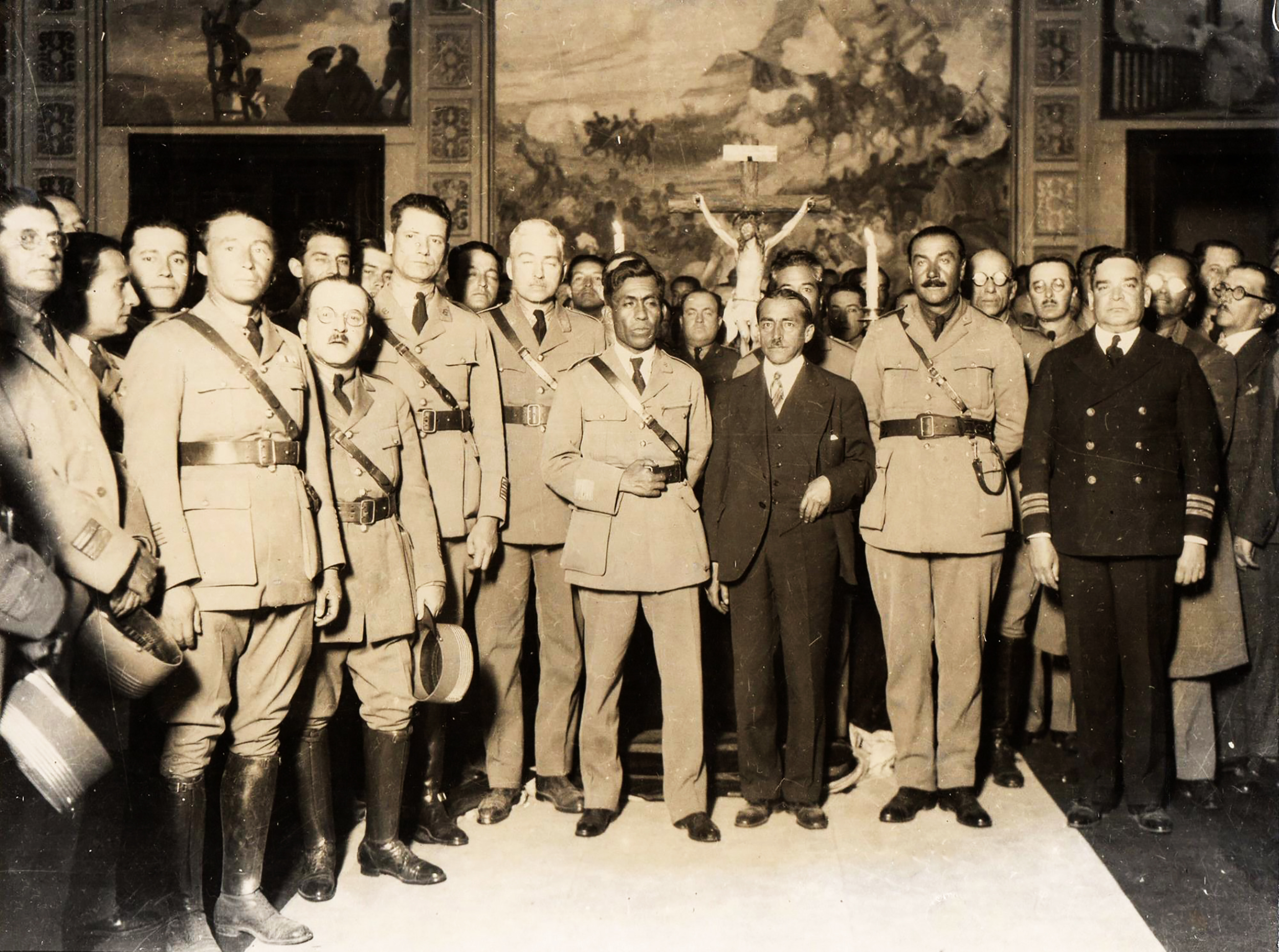
La Junta Militar de Gobierno, luego de su juramentación. De izquierda a derecha: el comandante Alejandro Barco (Guerra); el coronel Ricardo Llona (Hacienda); el coronel Eulogio Castillo (Fomento); el coronel Ernesto Montagne (Relaciones Exteriores); el teniente coronel Luis M. Sánchez Cerro, presidente de la Junta; el mayor Gustavo Jiménez, vestido de civil (Gobierno y Policía); el coronel Armando Sologuren (Justicia e Instrucción); y el capitán de fragata Carlos Rotalde (Marina y Aviación).

El 25 de agosto de 1930, Sánchez Cerro tomó un avión desde Arequipa y se dirigió a Lima, donde fue recibido jubilosamente por sus partidarios. Su llegaba aceleró el fin de la Junta de Ponce. Se produjeron en Lima grandes manifestaciones populares celebrando la caída del Oncenio y saludando al nuevo líder.
El 27 de agosto, Sánchez Cerro instaló en Lima la Junta Militar de Gobierno, bajo su presidencia. Sus miembros eran los siguientes jefes:
- Coronel Ernesto Montagne Markholz, ministro de Relaciones Exteriores.
- Teniente coronel Armando Sologuren, ministro de Justicia e Instrucción.
- Coronel Ricardo Llona, ministro de Hacienda.
- Comandante Alejandro Barco, ministro de Guerra.
- Coronel Eulogio Castillo, ministro de Fomento.
- Comandante Gustavo Jiménez Saldías, ministro de Gobierno.
- Comandante Carlos Rotalde, ministro de Marina.

Mediante un estatuto expedido en el decreto ley N.º 6874 de 2 de septiembre de 1930, la Junta de Gobierno asumió las atribuciones constitucionales de los poderes Ejecutivo y Legislativo y otorgó a su jefe la categoría de presidente de la República y presidente del Consejo de Ministros.

## Gobierno de la Junta Militar
La Junta Militar de Gobierno presidida por Sánchez Cerro gobernó seis meses, de 27 de agosto de 1930 a 1 de marzo de 1931. 

### Liquidación del Oncenio
Las primeras medidas de la Junta estuvieron destinadas a poner fin al leguiísmo y sancionar a todos aquellos que habían incurrido en supuestos actos delictivos durante ese periodo, llegando algunas de ellas a tener un carácter arbitrario y de represalia. 

#### Destitución de los funcionarios públicos del leguiísmo
Los funcionarios y empleados del derrocado régimen fueron destituidos. Uno de ellos fue el célebre Julio C. Tello, que fue destituido del cargo de director del Museo de Arqueología Peruana que él mismo había fundado. Le sucedió en dicho cargo Luis E. Valcárcel.
Otra de las víctimas de esta «depuración», fue el arzobispo de Lima, monseñor Emilio Lissón, conocido en la historia por haber aconsejado a Leguía la consagración de la República al Corazón de Jesús, que originó la célebre protesta encabezada por Haya de la Torre en 1923. El gobierno de la Junta presionó ante la Santa Sede para que fuera relevado del arzobispado, acusándolo de injerencias en política, mala administración y poca formación teológica. Obligado prácticamente a renunciar, monseñor Lissón abandonó Lima y marchó al destierro con dirección a Roma donde fue recibido por el papa Pío XI, el 20 de febrero de 1931. Cuando quiso exponer al papa la verdad de los hechos, éste le respondió: «Usted no tiene nada de qué defenderse: no hay ninguna acusación canónica: yo he usado este procedimiento paterno para su bien y el de sus feligreses». Lissón renunció entonces formalmente a su cargo de arzobispo de Lima y su sucesor fue monseñor Mariano Holguín como administrador apostólico, hasta que en 1933 asumió el arzobispado monseñor Pedro Pascual Farfán. Lissón se trasladó a España, donde realizó su obra pastoral de manera abnegada, llegando a ser conocido el obispo de los pobres. No volvió más al Perú.

#### Restablecimiento de las libertades

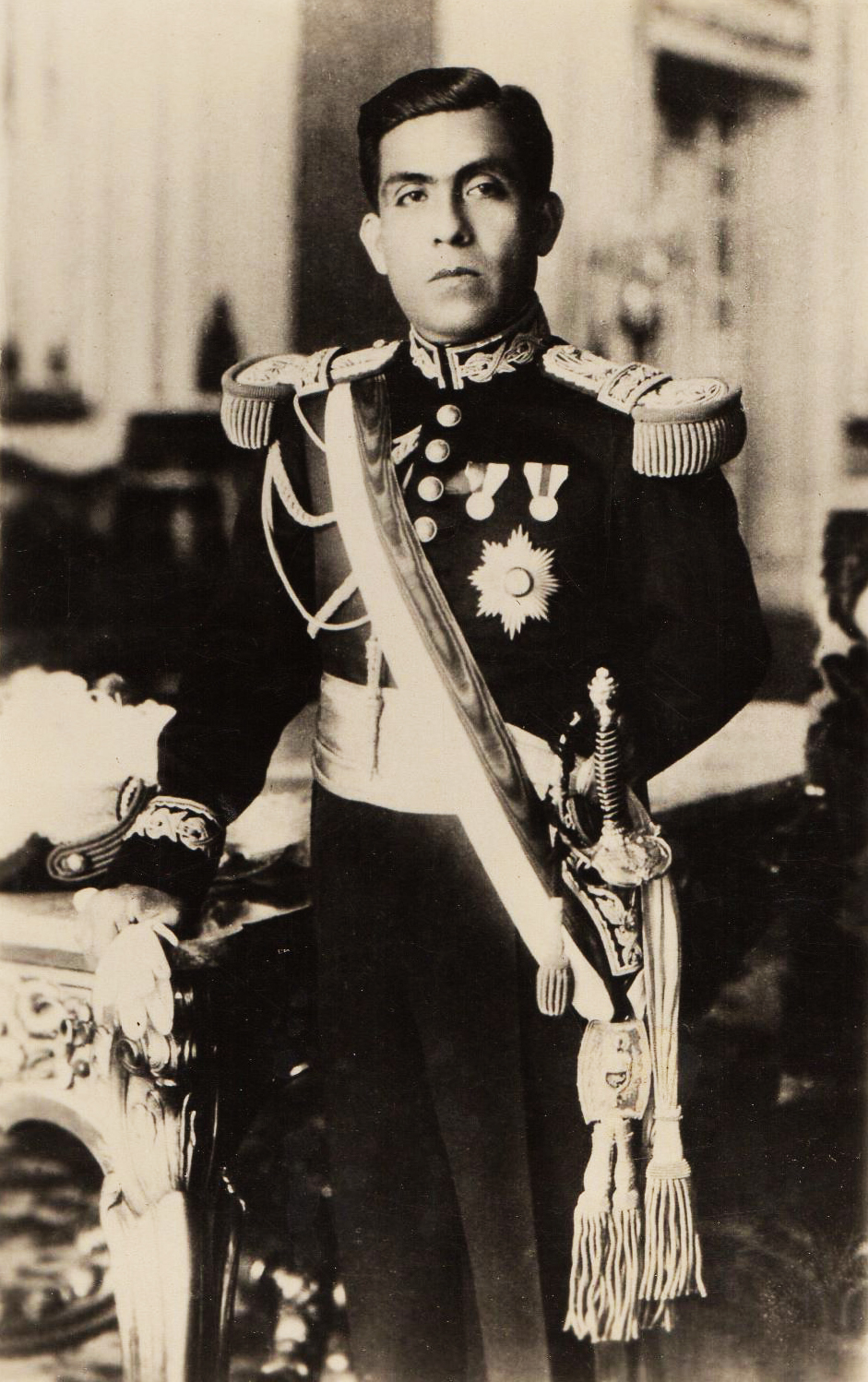
Luis Miguel Sánchez Cerro, presidente de la Junta de Gobierno de 1930 a 1931.

Se proclamó una amplia amnistía general, lo que permitió el retorno al país de muchos políticos que habían sido desterrados durante el Oncenio.
Se restableció la libertad de prensa y se devolvió el diario La Prensa a sus legítimos dueños, la familia Durand. Dicho diario había sido expropiado por el gobierno de Leguía en 1921. Por algún tiempo fue dirigida por Ignacio A. Brandariz, hasta que dejó de circular, para aparecer años más tarde bajo otro dueño.
Y pese a que se dio una nueva Ley de Imprenta (decreto ley N.º 6961 de 4 de diciembre de 1930), que castigaba con prisión y multa los delitos de difamación, injuria y calumnia, en la práctica no se cumplió. Hubo amplia libertad de imprenta durante el gobierno de la Junta, exceptuando a los sectores concernientes a la izquierda.

#### Derogación de la Ley de Conscripción Vial
El 31 de agosto de 1930, fue derogada la ley de conscripción vial; también llamada la Mita Republicana, ley que había sido implantada por Leguía y por la cual se obligaba a la población —sobre todo indígena— a trabajar temporalmente en las obras viales del país. Esta disposición reivindicativa contribuyó a la mayor popularidad de Sánchez Cerro.

#### El Tribunal de Sanción Nacional
Una de las preocupaciones iniciales de la Junta fue que Leguía y su grupo político no tuvieran impunidad sobre los delitos de corrupción que se les sindicaba. Como quiera que el Poder Judicial no inspiraba  confianza por haber estado sometido al exdictador, se tomó una medida inédita: crear un tribunal ad hoc.
Por decreto N.º 7040 de 31 de agosto de 1930, se creó el Tribunal de Sanción Nacional. El decreto complementario N.º 6878 de 9 de septiembre del mismo año dictó las normas a que debía sujetarse. El Tribunal se encargaría de juzgar los casos de enriquecimiento ilícito ocurridos durante la dictadura leguiísta.
De inmediato, se abrió juicio a Leguía y a sus más cercanos colaboradores. El 8 de enero de 1931 el Tribunal reconoció culpables en el delito de enriquecimiento ilícito a Leguía y a tres de sus hijos: Augusto, José y Juan. Se fijó como monto de responsabilidad la crecida suma de 25 millones de soles oro, que les afectaba de manera conjunta. Otros implicados recibieron penas menores.
Evidentemente, la conformación de este tribunal era del todo irregular, pues se encargaba de juzgar con dispositivos legales creados con posterioridad a los supuestos delitos cometidos; por consiguiente, aplicaba leyes con carácter retroactivo, algo reñido con la tradición jurídica. Aún más, el Tribunal llegó a extremos, como el de privar a los hijos de Leguía no solo de sus bienes y derechos políticos, sino hasta de sus derechos civiles.

#### El asunto de los salvoconductos
La Junta, en su afán populista, llegó incluso a negar salvoconductos a varios de los allegados y familiares de Leguía que se habían asilado en embajadas y legaciones. Entre ellos se hallaban José Leguía, el hijo del exdictador, y los exministros del Oncenio Alberto Salomón y Jesús M. Salazar. La Junta tuvo que flexibilizarse en algunos casos, debido a las críticas que recibió a nivel internacional. A Salomón, que estaba asilado en la legación de Bolivia, se le permitió pasar a este país, lo que provocó la indignación de la ciudadanía, ya que había sido el firmante del controvertido tratado con Colombia. Salazar, que inicialmente estaba asilado en la embajada de Uruguay, se trasladó a la legación de Cuba, donde falleció el 4 de marzo de 1931, víctima de una enfermedad. En cuanto a José Leguía, que estaba en la legación de Brasil, se le otorgó su pasaporte para dicho país, pero ya bajo el gobierno de la siguiente Junta, la de Samanez Ocampo.

#### Depuración del Poder Judicial
La Junta Militar, por el decreto ley N.º 6875 de 4 de septiembre de 1930, declaró incapacitados para continuar o reasumir el ejercicio de sus cargos a los miembros de la Corte Suprema que habían sido ministros del régimen leguiísta, así como a los vocales o fiscales que hubiesen desempeñado función política o administrativa y a quienes habían sido presidentes de la Corte Suprema desde 1922. De esa manera fueron cesados los vocales Óscar C. Barrós, José Granda San Bartolomé, Ángel Gustavo Cornejo, Benjamín Huamán de los Heros y J. Matías León; y los fiscales Plácido Jiménez y Heráclides Pérez. Por otro decreto ley se nombró a sus reemplazantes, entre ellos a José María de la Jara y Ureta como vocal de la Corte Suprema, pero este declinó la propuesta.
Jorge Basadre hace notar que esta intromisión de la Junta Militar en el Poder Judicial era jurídicamente inadmisible y la califica de un despojo.

#### Leguía es trasladado a la Penitenciaría

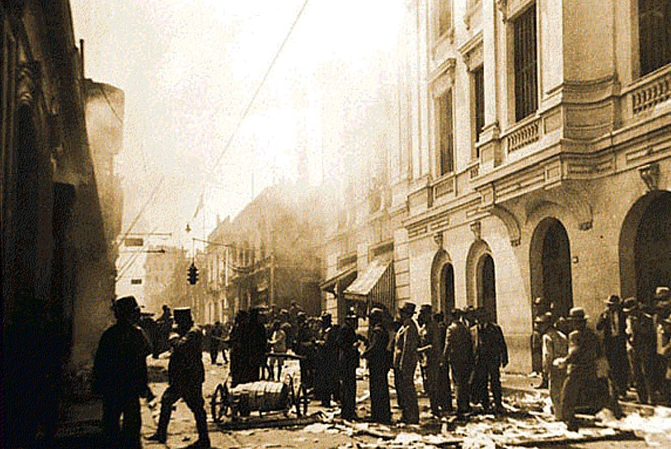
Saqueo de la casa del presidente Leguía.

El 16 de septiembre de 1930, Leguía, que se hallaba en la isla de San Lorenzo, fue trasladado a la Penitenciaría de Lima. Anciano y enfermo de un mal prostático, Leguía padeció un largo sufrimiento, encerrado en una celda precaria de nueve metros cuadrados, cuya única ventana fue tapiada. De noche, los gritos de los guardias no lo dejaban dormir. No contaba tampoco con servicios higiénicos y durante largo tiempo no recibió atención médica. Solo contó con la atención de su hijo Juan Leguía Swayne, que lo acompañó voluntariamente a lo largo de su encierro.
Durante las celebraciones populares por la caída de Leguía, se produjo el asalto a la casa del expresidente, así como de las viviendas de los principales miembros de su régimen, que fueron saqueadas e incendiadas. Estas revueltas dejaron como saldo un estudiante y varios obreros muertos. Hay que señalar que en esos actos vandálicos participaron incluso gente de la clase acomodada.

#### Medidas de carácter moralizador
La Junta, por razones de «orden moral y político», prohibió dar nombre de personas vivas a poblaciones, calles y edificios públicos, en contraposición a la manía que había tenido Leguía en ese sentido. La avenida Leguía cambió su nombre por la de avenida Arequipa, en conmemoración a la ciudad donde había estallado la rebelión que acabó con el gobierno de Leguía.
Se expidieron otras disposiciones de carácter moralizador tales como la prohibición de los juegos de azar o envite, la que obligaba a los funcionarios públicos a declarar sus bienes y la que tendía a impedir que una persona acumulara más de un cargo público o recibiera más de una remuneración fiscal.

#### Implantación del matrimonio civil y el divorcio
Por el decreto ley N.º 6689 de 8 de octubre de 1930, la Junta retiró las observaciones que el presidente Leguía había hecho a la ley aprobada en el Congreso sobre el matrimonio civil obligatorio (que tenía precedencia al matrimonio religioso) y el divorcio absoluto. La indisolubilidad sacramental del matrimonio quedó así abolida del ordenamiento legal peruano. Esto, si bien ocasionó malestar en los sectores conservadores del catolicismo, la mayoritaria población católica, en general, no demostró sentirse afectada. El mismo Sánchez Cerro se declaraba ferviente católico, pese a todo.

#### Creación de consejos de guerra especiales
La Junta de Gobierno, a fin de resguardar el orden público, amplió la jurisdicción militar a ciertos delitos civiles y creó consejos de guerra especiales contra quienes atentasen contra la seguridad pública, sea por la vía de los hechos o a través de la palabra oral o escrita. Los fallos de esos consejos de guerra tenían el carácter de inapelables.

### Aspecto económico

#### Crisis económica
Fue un período especialmente crítico para el país. La crisis económica mundial que estalló en 1929 repercutió durante el final del gobierno de Leguía y durante el gobierno de la junta de Sánchez Cerro. Cayeron los precios de los productos de exportación como algodón, lana, azúcar, minerales. La moneda disminuyó su poder adquisitivo, se produjo la restricción en materia de créditos, el comercio de importación disminuyó notablemente debido a la falta de capital y los ingresos fiscales sufrieron una merma considerable. Cayeron muchas entidades financieras y de crédito, como el Banco Perú y Londres. La desocupación fue incrementándose mes a mes.

#### La Misión Kemmerer

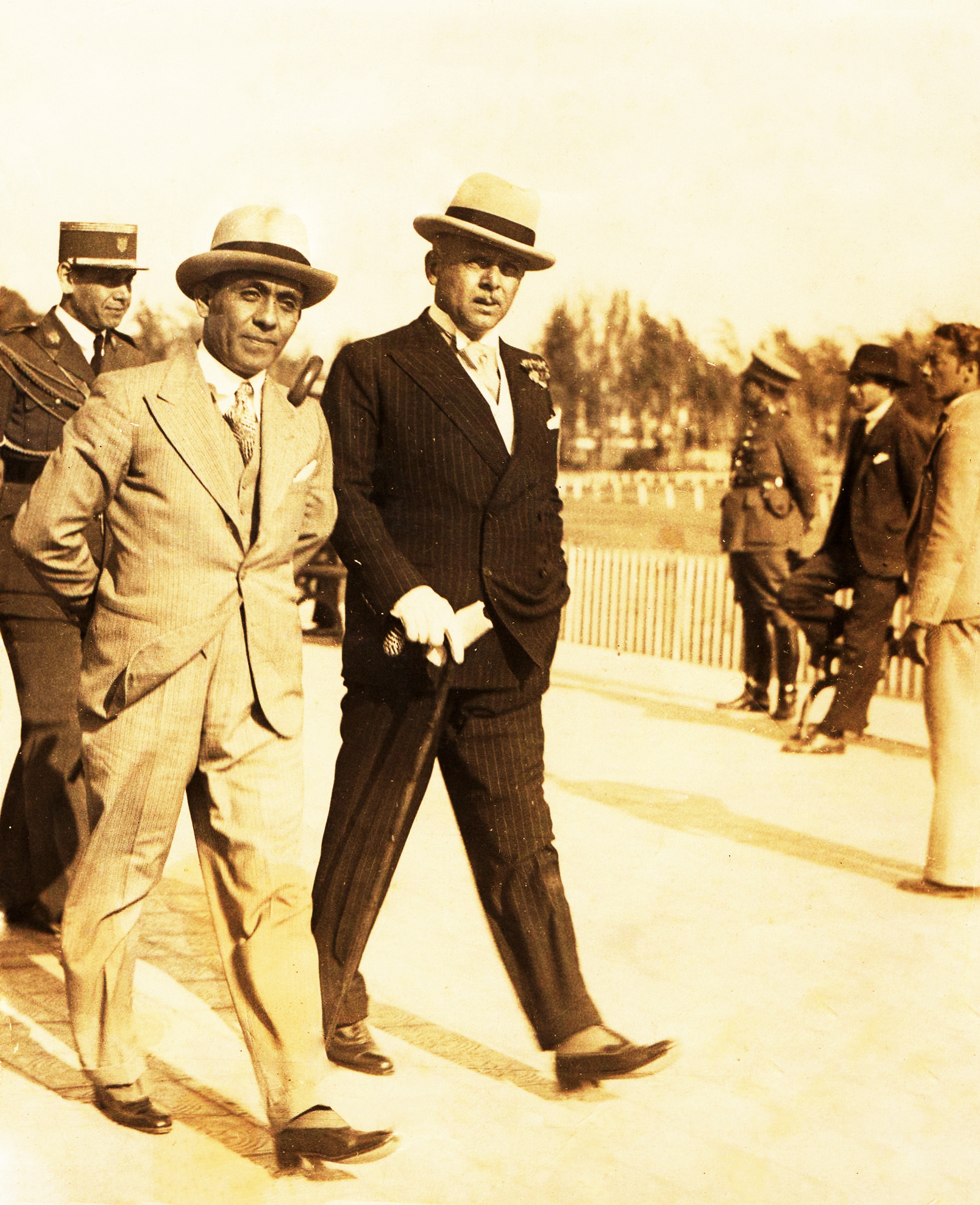
Sánchez Cerro junto a Edwin W. Kemmerer, economista estadounidense a cargo de la misión Kemmerer en 1931.

Para remediar la crisis económica, y por sugerencia del presidente del Banco de Reserva Manuel Augusto Olaechea, se contrató en Estados Unidos una misión de expertos financieros, bajo la dirección del profesor Edwin W. Kemmerer, para que hiciera sus informes sobre las medidas que debían tomarse.
La misión presentó los proyectos en abril de 1931, es decir, cuando ya había finalizado la Junta Militar de Sánchez Cerro y gobernaba la Junta Nacional de David Samanez Ocampo. Fueron once los dichos proyectos, a saber:
1. Ley de impuesto sobre la renta.
2. Reorganización de la Contraloría General de la República.
3. Ley general de Bancos.
4. Establecimiento de una contribución predial a ser cobrada por los Concejos Provinciales y Distritales.
5. Creación del Banco Central de Reserva.
6. Ley de aduanas.
7. Informe sobre el crédito público.
8. Ley orgánica de Presupuesto.
9. Ley de reorganización de la Tesorería Nacional.
10. Ley monetaria.
11. Informe sobre la política tributaria del Perú.

De esta serie de medidas, la Junta de Samanez solo acogió parcialmente tres de ellas: la Ley monetaria, la Ley de Bancos y la reestructuración del Banco Central de Reserva (que había sido creado en 1922 como Banco de Reserva), para así lograr el reajuste monetario. Todo eso, pese a que Kemmerer había sido enfático en que se debía aplicar en conjunto los once proyectos, ya que constituían una unidad.

### Descontento social

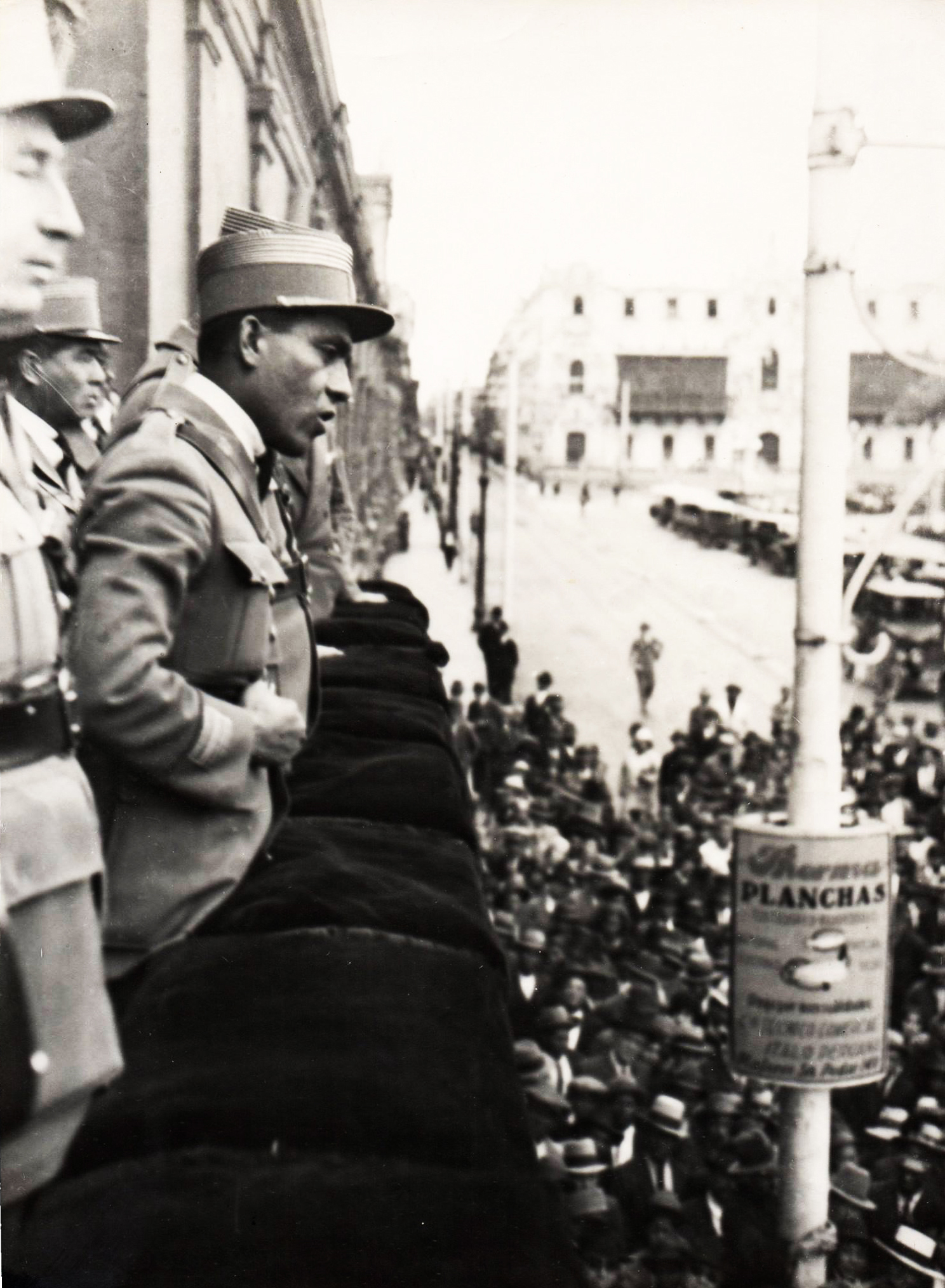
El comandante Luis Miguel Sánchez Cerro, dirigiéndose al pueblo desde un balcón del antiguo Palacio de Gobierno, al fondo se puede apreciar el Palacio Arzobispal de Lima.

La crisis económica ocasionó naturalmente el descontento social. Ocurrieron disturbios obreros en Talara, Cerro de Pasco y La Oroya, instigados por los partidos izquierdistas recientemente aparecidos, y que fueron severamente reprimidos. También los estudiantes de la Universidad de San Marcos se enfrentaron con las fuerzas del orden.

#### Revueltas obreras en Cerro de Pasco, La Oroya  y Mal Paso
Los trabajadores mineros de Cerro de Pasco, bajo influencia de las ideas comunistas impulsadas por la revolución rusa a nivel mundial, exigieron mejoras salariales y de condiciones de trabajo. Durante una manifestación obrera, un empleado estadounidense de la Cerro Corporation mató de un balazo a un trabajador. Ello provocó una revuelta obrera, que la policía reprimió de manera sangrienta. Hubo seis muertos y varios heridos (7 de septiembre de 1930).
En La Oroya se celebró un congreso de mineros convocado por la Confederación General de Trabajadores del Perú (CGTP), de inspiración comunista, fundada poco tiempo atrás. El Congreso empezó el 8 de noviembre de 1930. Intervinieron, a nombre del Partido Comunista, sección peruana de la Internacional Comunista, Eudocio Ravines y Esteban Pavletich. Se acordó la creación de la federación de mineros del Perú. La policía apresó a los delegados y los remitió a Lima, pero se produjeron protestas de los obreros, que incluso tomaron como rehenes a funcionarios estadounidenses. El gobierno transó la liberación de estos rehenes con la libertad de los delegados.
Unos dos mil obreros del campamento minero de Mal Paso, se dirigían a pie a La Oroya, cuando tuvieron un choque violento con la policía en el puente de Mal Paso. No se ha determinado el número de víctimas, pero una versión dice que fueron 23 muertos y 27 heridos (11 de noviembre de 1930).
La CGTP declaró entonces el paro general en la capital y en los asentamientos mineros. Por decreto ley del 12 de noviembre de 1930, el gobierno disolvió dicha organización, acusándola de promover la insurgencia. Otras organizaciones sindicales fueron igualmente reprimidas.

#### Revuelta campesina de Oyolo
En Oyolo (provincia de Parinacochas del departamento de Ayacucho), los campesinos se organizaron en un Centro Progresista Unificado de Oyolo, para enfrentar los abusos de los terratenientes. El 6 de enero de 1931 hubo un choque sangriento entre la policía y los indígenas, que produjo un número indeterminado de muertos.

#### Conflictos estudiantiles en San Marcos
El 23 de agosto de 1930, la Junta de Ponce había declarado en suspenso el Estatuto Universitario de 1928. Ello implicaba volver a la situación previa y el retorno de la anhelada autonomía universitaria. José Matías Manzanilla ocupó nuevamente el rectorado de San Marcos.
Pero los estudiantes, que detestaban tanto al leguiísmo como al civilismo, no aceptaron esa situación y bajo la dirección de la Federación de Estudiantes, exigieron la reforma universitaria. Estalló la huelga estudiantil. El gobierno de la Junta de Sánchez Cerro dio un estatuto provisorio, que recogía los reclamos de los estudiantes, pero que no contentó del todo a estos. Los estudiantes tomaron los locales de la universidad y se reunieron en asamblea. Fue entonces cuando ingresó la policía para desalojarlos. Ocurrió un enfrentamiento en el que murió el estudiante de medicina Guido Calle (4 de febrero de 1931). Por presión de los estudiantes fue elegido rector de San Marcos José Antonio Encinas.

#### Medidas para ayudar a los desocupados
La Junta creó el reparto gubernamental de raciones a los desocupados, lo que acrecentó la popularidad del gobierno. Luego, a principios de 1931, anunció la creación de un fondo destinado a obras reproductivas a fin de aliviar el problema de desocupación. El presidente Sánchez Cerro y su ministro de Hacienda Pedro Bustamante anunciaron que ellos mismos iniciaban el fondo, renunciando a la mitad de sus haberes. Pero esta medida no se llegó a concretar debido al cambio de gobierno. El siguiente gobierno de la Junta Nacional de Gobierno (1931) encaró también el problema, creando el impuesto pro desocupados.

### Obras diversas
- El 13 de diciembre de 1930 se inició en el Perú el servicio de teléfono automático a cargo de la Compañía Peruana de Teléfonos. La ceremonia de inauguración la encabezó el primer ministro y ministro de Gobierno, coronel Antonio Beingolea.[42]
- Se trasladó la capital del departamento de Junín a Huancayo (hasta entonces había estado en Cerro de Pasco).[43]
- Se iniciaron las obras de remodelación del Palacio de Gobierno, que, pese a haber sido mejorado durante el Oncenio de Leguía, seguía teniendo un aspecto destartalado, según se comentaba entonces. Las obras se iniciaron a principios de 1931, bajo la dirección del arquitecto Claude Sahut, quien desarrolló los planos sobre la base de los diseños del arquitecto polaco Ricardo Malachowsky. La obra se realizó en varias etapas y no se concluyó sino hasta 1938. De ese entonces data el aspecto actual de Palacio de Gobierno.[44]

### Acontecimientos diversos
- El 8 de febrero de 1931 llegó, desembarcando primero en Talara,[45] en vista oficial al Perú el Príncipe de Gales, Eduardo, acompañado de su hermano el Príncipe Jorge, Duque de Kent. Fueron recibidos en Palacio de Gobierno por Sánchez Cerro. Como parte del programa, los príncipes recibieron el saludo de los súbditos británicos residentes en Perú. Al día siguiente, asistieron a un baile de gala en su honor, realizado en el Country Club de San Isidro.[44]
- En la noche del domingo 14 de febrero de 1931 ocurrió un terrible incendio en la calle Plumereros de Lima (actual cuadra 3 de jirón Camaná). Varios bomberos sacrificaron su vida en cumplimientos de su deber. Ellos fueron: el capitán Roberto Máximo Acevedo Tamayo, el teniente Eleazar Blanco Avilés y el subteniente Carlos Antonio Vidal Bergeot de la bomba Cosmopolita N.º 6; el seccionario Julio Alberto Ochoa Torres de la bomba France N.º 2; el seccionario Pedro Torres Malarin de la bomba Salvadora Lima N.º 5.[43]

### Fin de la Junta de Gobierno
Finalizando ya el año 1930, el país no estaba aún pacificado, puesto que los demás líderes que se habían levantado en contra del gobierno de Leguía complotaban para acceder al poder. Se rumoreaba de oficiales del ejército y de partidarios del leguiísmo involucrados en conspiraciones. Complicó más la situación la irrupción de los nuevos partidos de izquierda: el comunismo y el aprismo. La decisión de Sánchez Cerro de postular a las elecciones presidenciales sin abandonar el poder acabó por derrumbar su popularidad.

#### Convocatoria a elecciones
Por decreto ley N.º 6953 del 8 de noviembre de 1930, la Junta de Gobierno convocó a una Asamblea Constituyente, que debía elegir un presidente provisorio y dar una nueva Constitución al país. Sánchez Cerro confiaba en que esta Asamblea lo elegiría a él como presidente provisorio y que luego procedería a convocar a elecciones para un presidente civil. Pero sus consejeros le convencieron de que lo más conveniente era la elección simultánea de la Asamblea Constituyente y del presidente constitucional de la República, elecciones en las que el mismo Sánchez Cerro debía participar como candidato. Sánchez Cerro acogió esta idea, y tras la renovación del gabinete ministerial, dio un nuevo decreto ley en ese sentido (Ley N.º 7019 de 6 de febrero de 1931). Ello, como era de esperar, no fue bien recibido por la opinión pública, que consideraba como un grave error que Sánchez Cerro postulara a la presidencia sin abandonar el poder, lo que recordaba precisamente al gobierno de Leguía que él mismo había derrocado.

#### Cambio de ministros

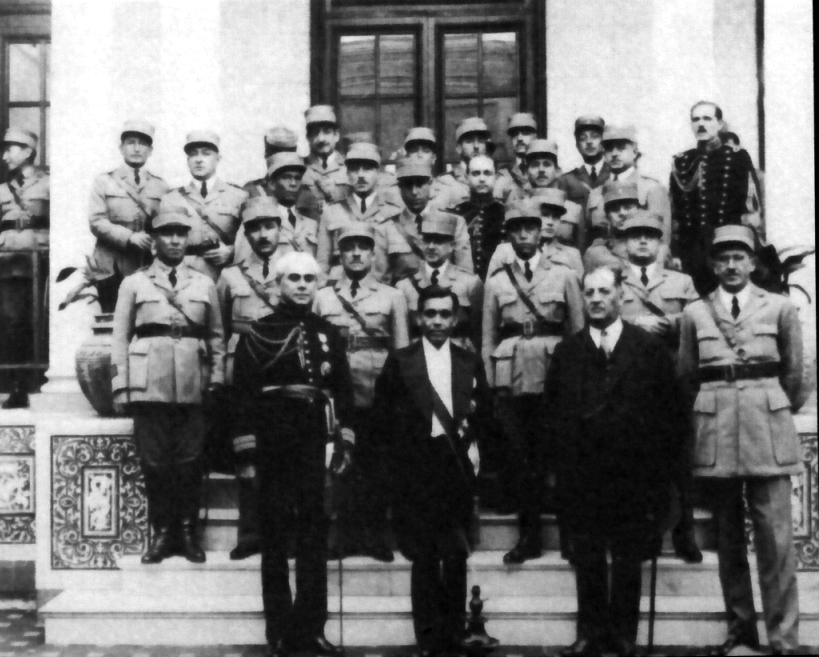
Luis Sánchez Cerro y su gabinete de gobierno, 1931.

El 24 de noviembre de 1930 se produjo en la Plaza San Martín de Lima una manifestación de estudiantes y obreros en contra de la Sociedad Nacional Agraria, a la que se acusaba de fascista-civilista, al conocerse que intentaba formar una agrupación que representara a los gremios del empresariado y de las profesiones liberales. Los manifestantes se enfrentaron a los delegados agrarios, quienes recibieron la peor parte, y debió intervenir la policía para restaurar el orden.
Ese mismo día renunció el ministro de Gobierno Gustavo Jiménez, y se recompuso el gabinete ministerial. En reemplazo de Jiménez fue nombrado el comandante Antonio Beingolea Balarezo. Los otros nuevos ministros fueron dos civiles, José Luis Bustamante y Rivero (Justicia e Instrucción) y Manuel Augusto Olaechea (Hacienda), y un militar más, el coronel Manuel E. Rodríguez (Fomento). Los opositores del gobierno calificaron a este gabinete como «civilista», en alusión al Partido Civil, ya que Beingolea era un antiguo empleado de la hacienda Tumán, propiedad de la familia Pardo, con la que también estaba emparentado.
Los dos ministros civiles, Olaechea y Bustamante y Rivero, renunciaron al poco tiempo y fueron reemplazados por Pedro Bustamante Santisteban (Hacienda) y Elías Lozada Benavente (Justicia e Instrucción), igualmente civiles (31 de enero de 1931).
El 24 de febrero de 1931 se produjo el último cambio: Gerardo Balbuena Carrillo reemplazó a Pedro Bustamante en Hacienda.

#### Persecución a los apristas
En 1924 Víctor Raúl Haya de la Torre había fundado, en México, el APRA o Alianza Popular Revolucionaria Americana, como movimiento doctrinario con proyección continental, de ideología antioligárquica y antiimperialista. El APRA, como partido político (PAP o Partido Aprista Peruano), se fundó en Lima, el 21 de septiembre de 1930. En noviembre, retornaron al Perú Carlos Manuel Cox y Manuel Seoane Corrales, que de inmediato se abocaron a las tareas partidarias. Sin embargo, Sánchez Cerro impidió el retorno de Haya de la Torre. No tardaron en ser los apristas perseguidos, contradiciendo así el propósito alardeado de la Junta, de devolver las libertades ciudadanas. Seoane se asiló y volvió a su destierro en Buenos Aires. Cox fue apresado, y estando en esa situación, sus correligionarios lo eligieron secretario general del primer Comité Ejecutivo Nacional del PAP.

#### Rebelión en el Real Felipe
El 20 de febrero de 1931, un grupo de oficiales del ejército y las policía se alzaron en armas en la fortaleza del Real Felipe del Callao. Estaban al mando del general Pedro Pablo Martínez, que contaba con 30 oficiales a su favor, más unos 300 subordinados. Martínez confiaba en obtener más apoyo, dada la impopularidad en que había caído la Junta Militar, pero el hecho de haber servido al gobierno de Leguía impidió que ganara la simpatía de la población. Los rebeldes fueron rápidamente reducidos por las fuerzas gobiernistas, que contaban con el respaldo de la población chalaca. En el asalto al Real Felipe murieron unas cuarenta personas.
No se ha determinado quienes estuvieron detrás de la rebelión del Callao. Se dijo al principio que se trataba de los leguiístas, por la relación que Martínez había tenido con el régimen anterior (una relación que, por lo demás, había sido solo de fidelidad al orden establecido, tal como Martínez lo había demostrado anteriormente cuando defendió al presidente José Pardo y Barreda del golpe de Estado del mismo Leguía en 1919). Otra versión decía que había sido para apoyar al coronel Aurelio García Godos. El general Martínez contó después en sus memorias que la rebelión fue motivada por el hostigamiento que sufrían los oficiales que anteriormente habían servido al gobierno de Leguía. Se cuenta también que Martínez, luego de ser apresado, fue llevado ante la presencia de Sánchez Cerro, quien le dio un escupitajo. Sería liberado por el gobierno posterior de la Junta Nacional.

#### Rebelión de Arequipa
Si bien la sublevación del Callao fracaso, era una señal inequívoca del descontento que había contra Sánchez Cerro, que pretendía postular a las elecciones presidenciales sin abandonar el poder. Dicho descontento se extendió rápidamente a todo el país. La noche de 20 de febrero de 1931, se sublevó la guarnición de Arequipa, que estaba al mando de los comandantes Carlos Beytía y Antonio Dianderas. Inspirador civil del movimiento era el doctor Manuel Bustamante de la Fuente. Otros levantamientos surgieron en Cusco, Piura y Lambayeque.
Las guarniciones de Puno y Cusco que se habían alzado, al no tener caudillo, brindaron su apoyo a David Samanez Ocampo, el viejo montonero apurimeño, que un tanto presionado, aceptó el encargo y se dirigió a Arequipa. Ofreció la formación de una Junta de civiles (y no de militares como hasta entonces había predominado), así como elecciones y libertades para todos los partidos.
Por su parte, Sánchez Cerro declaró sin vigor el estatuto eleccionario, hizo una nueva convocatoria para la elección de una Asamblea Constituyente, la que debía convocar a elecciones presidenciales a futuro. Anunció también que no presentaría su candidatura presidencial. Creyó que con ello mermaría el descontento popular. Asimismo, decidió reprimir a los rebeldes.
El coronel Antonio Beingolea partió hacia el norte, al frente de una expedición. Otra expedición, más numerosa, de unos 2000 efectivos, se dirigió al sur, al mando del comandante Gustavo Jiménez, y a bordo de dos buques de la armada, que zarparon en la noche del 28 de febrero. Los arequipeños se prepararon para la resistencia, minando el puerto de Mollendo y la línea férrea a Arequipa. Se convocó también a los licenciados del ejército y a los estudiantes.
El país se hallaba al borde de una guerra civil, cuando oficiales de la Marina de Guerra, al mando de buques y aviones, detuvieron a la expedición que iba al sur, bajo amenaza de dispararles. Ya desde el día anterior (27), dichos oficiales habían dado un manifiesto en el que pedían evitar el derramamiento de sangre hermana, y exigían la designación como presidente de la Junta al titular de la Corte Suprema.

#### Renuncia de Sánchez Cerro

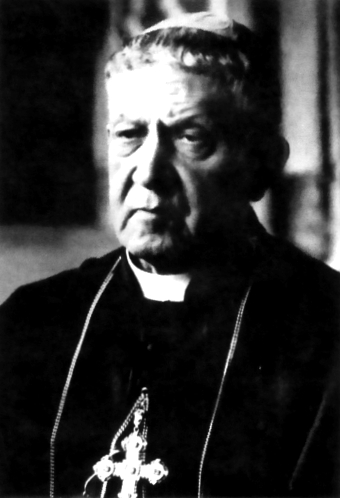
Monseñor Mariano Holguín, en su calidad de presidente de la Junta de Notables, se encargó por algunas horas del poder luego de la renuncia de Sánchez Cerro.

Viendo que todo el país estaba en su contra, Sánchez Cerro anunció la suspensión de las operaciones militares y convocó a una reunión de representantes de todos los sectores de la opinión pública en Palacio de Gobierno para el día 1 de marzo de 1931 a las 3 de la tarde. Se dijo que fue aconsejado en tal sentido por su ministro Gerardo Balbuena Carrillo.
Los asistentes a dicha asamblea fueron 45, la misma que fue presidida por monseñor Mariano Holguín, administrador apostólico de la arquidiócesis de Lima, que estaba asesorado por José de la Riva Agüero y Osma. Asistieron además el presidente del Poder Judicial Ricardo Elías Arias; el decano del Colegio de Abogados; el rector de San Marcos, los jefes de las fuerzas armadas; los directores de diarios; los presidentes de la Sociedades de Ingenieros, Agraria y de Industrias; representantes de los partidos políticos (menos el Comunista); delegados de la clase obrera, entre otros representantes de la sociedad. Todos ellos acordaron la formación de una nueva junta de gobierno bajo la presidencia de un personaje apolítico.
Ante dicha asamblea, Sánchez Cerro renunció a la presidencia de la Junta (1 de marzo de 1931). Por unas horas, asumió el poder monseñor Mariano Holguín, hasta que se constituyó una Junta Transitoria presidida por el presidente del Poder Judicial Ricardo Elías Arias.